# Dolenje Otave
Dolenje Otave – wieś w Słowenii, w gminie Cerknica. W 2018 roku liczyła 26 mieszkańców.